# Majshalvmøl
Majshalvmøl (Ostrinia nubilalis) er en natsommerfugl i overfamilien Pyraloidea (halvmøl).
Insektet betragtes som et skadedyr, da larven ligger sig beskyttet i majs og gnaver på plantens kolb og stængler.